# Лос-Анджелес Ремз
«Лос Анджелес Ремз» (англ. Los Angeles Rams) — професійна команда з американського футболу.  Команда є членом Західного дивізіону, Національної футбольної конференції, Національної футбольної ліги.

## Історія
Команда заснована у 1936 під назвою «Клівленд Ремс» в місті Клівленд у штаті Огайо.  До 1937 «Ремс» були членом Американської футбольної ліги доки вони вступили до Національної футбольної ліги.
У 1946 році «Ремс» переїхали в м. Лос-Анджелес у штаті Каліфорнія та назву було змінено на «Лос-Анджелес Ремс».  У 1995 році «Ремс» переїхали до  Сент-Луїс у штаті Міссурі, — і назву змінено на «Сент-Луїс Ремс».  Домашнім полем для «Ремс» був Едвард Джонс Дом.
2016 року команда повернулася до Лос-Анджелеса і повернула стару назву.
«Ремс» виграли Супербол (чемпіонат Американського футболу) (англ. AFC-NFC Super Bowl) у 1999 й 2022 роках.